# Terukazu Tanaka
Terukazu Tanaka (født 14. juli 1985) er en tidligere japansk fodboldspiller.
Han har spillet for flere forskellige klubber i sin karriere, herunder Omiya Ardija, Yokohama FC og Sagan Tosu.